# Filiberto Penados
Filiberto Penados es un educador, activista comunitario y estudioso de los grupos indígenas beliceño. Ocupó cargos docentes en la Universidad de Belice y la Universidad de Toronto y se desempeña como Director de Becas y Profesor de Estudios Indígenas del Centro para el Aprendizaje Comprometido en el Extranjero - Belice (CELA-Belice).
Penados nació en San José Succotz, una aldea en el distrito de Cayo, Belice. Asistió a la Universidad de Belice, donde se graduó en 1993 con una licenciatura en educación matemática antes de obtener el doctorado en educación de la Universidad de Otago en Nueva Zelanda en 1999. Ha enseñado y trabajado en temas indígenas desde su regreso a Belice. Se desempeña como presidente del Consejo Asesor de la Sociedad Julian Cho, un grupo de derechos mayas, y ha ocupado cargos en Unicef Belice, el Consejo Indígena Centroamericano y el Centro de Aprendizaje Tumul K'in.